# 財津理
財津 理（ざいつ おさむ、1947年 - ）は、日本の哲学研究者、元法政大学経済学部教授。
ジル・ドゥルーズの『差異と反復』を1992年に翻訳、その後法政大学教授となった。2017年退任。

## 翻訳
- ヒュームあるいは人間的自然 経験論と主体性 G.ドゥルーズ 木田元共訳 朝日出版社［エピステーメー叢書］ 1980
  - のち改題・改訳 経験論と主体性 ヒュームにおける人間的自然についての試論 河出書房新社 2000
- 言語・身体・社会 社会的世界の現象学とマルクス主義 ジョン・オニール (社会学者)（英語版） 須田朗・宮武昭共訳 新曜社 1984
- 差異と反復 ジル・ドゥルーズ 河出書房新社 1992 のち河出文庫
- フーコー 全体像と批判 J.G.メルキオール（José Guilherme Merquior） 河出書房新社 1995
- 哲学とは何か ジル・ドゥルーズ・フェリックス・ガタリ 河出書房新社 1997
- 現代フランス思想とは何か レヴィ=ストロース、バルト、デリダへの批判的アプローチ J.G.メルキオール 荻原真共訳 河出書房新社 2002
- シネマ1　運動イメージ ジル・ドゥルーズ 斎藤範共訳 法政大学出版局［叢書・ウニベルシタス］ 2008